# 반시온주의
반시온주의(영어: Anti-Zionism)는 시온주의에 반대되는 용어이다. 이 용어는 이스라엘에 대한 반대, 또는 1948년 이전부터 이어진 팔레스타인 내 유대인 국가 건설 반대 등으로 정의할 수 있다. 반시온주의는 더 넓은 유대인 공동체 내외에서 지지자 및 비판자를 두고 있다. 반시온주의를 비판하는 사람들은 그것이 종종 현대의 반유대주의를 가리는 역할을 하거나, 일반적으로 유대인에 대한 편견에 의해 동기 부여되었을 수도 있고, 반유대주의가 용인될 수 있는 것으로 간주되는 풍토를 만드는 경향이 있다고 주장한다. 반시온주의의 지지자들은 이러한 주장을 거부하고, 그들의 비판자들이 이스라엘 관습에 대한 반대를 유대인에 대한 적개심과 결부시키면서 특히 이스라엘의 군사 행동과 요르단강 서안 점령에 대한 이스라엘의 정책에 대한 정당한 비판을 억누르려는 시도에 효과적으로 관여하고 있다고 주장했다.

## 유대인 반시온주의
유대인 반시온주의는 시온주의만큼이나 오래되었으며, 제2차 세계 대전까지 유대인 공동체에서 폭넓은 지지를 받았다. 유대인 공동체는 하나의 통합된 집단이 아니며, 다양한 유대인 집단을 대표한다. 대표적인 예시로 무종교 유대인과 유대인 신봉자가 있다. 시온주의 운동에 대한 세속적인 반대 이유는 하레디파 유대인들의 반대 이유와 매우 다르다. 유대인 국가에 대한 반대는 시대에 따라 바뀌었으며, 종교적, 윤리적, 그리고 정치적 위치의 다양한 스펙트럼을 반영한다.
반시온주의의 관점에 대한 적법성은 오늘날까지도 논란이 되고 있으며, 가장 최근에 논란이 되고 있는 반시온주의와 반유대주의의 관련성도 여기에 포함된다. 반시온주의의 다양한 형태에 관한 관점들도 논의와 토론이 진행 중이다.

### 1948년 이전
유대인 반시온주의는 처음 생겨난 이래 시온주의의 계획을 반대해온 오랜 전통을 가지고 있다. 분디즘, 자치주의파, 개혁 유대교와 아구다는 시온주의의 근거와 영토적 야욕에 문제가 있다고 간주했다. 소련 공산당의 유대인 지부였던 예프세크치야는 시온주의 운동을 표적으로 삼고, 그들의 사무실을 폐쇄하였으며, 시온주의 문학을 금지시켰다. 그러나, 소련 당국은 그들의 반시온주의 행위를 자주 승인하지 않았다. 종교의 시민적 책임과 애국적 감정에 기반을 둔 정통파는 시온주의와 같은 가치를 공유하고 있음에도 시온주의가 세속적인 방식으로 민족주의를 지지했으며, "시온", "예루살렘", "이스라엘의 땅", "구원" 및 "유배자 수집"을 신성한 용어가 아닌 문자 그대로 사용했기 때문에 시온주의를 강하게 반대했다. 몇몇 정통파들은 신의 뜻인 메시아가 출현하기 이전에 유대인 국가를 건설하는 것에 반대했다. 대조적으로, 개혁 유대교는 국가 또는 민족으로의 정체성으로서 유대교를 거부하고, 유대인 국가의 도래에 대한 어떤 구세주적인 기대도 하지 않았다.

#### 종교적
이스라엘 땅으로 돌아가기를 바라는 마음은 유대교의 내용 속에 구현되어 있다. (키부츠 갈루욧을 참조하라).  히브리어로 "승천" 또는 "오름"을 의미하는 알리야는 종교적인 유대인의 이스라엘 귀환을 묘사하는데 사용하던 단어이며, 고대부터 계속 사용되어 왔다. 중세 이래 많은 유명한 랍비들과 그들의 지지자들이 에레츠 이스라엘으로 돌아왔다. 모세 벤 나흐만, 예치엘 드 파리, 이삭 루리아, 요셉 카로 등이 이러한 부류에 속한다. 유대인 디아스포라에게 에레츠 이스라엘은 종교적인 의미에서 존경받았다. 그들은 기도했으며 메시아 시대에 이루어질 귀환에 대해 생각했다.
그러나 하스칼라 이후, 개혁 유대교는 디아스포라 내 현대적인 생활과 양립할 수 없는 알리야를 비롯한 많은 전통적인 신념들을 버렸다. 이후 시온주의는 전통적인 종교적 신념과 병행하여 이념적, 정치적 의미에서 알리야의 개념을 다시 불붙였다. 이것은 시온주의 이론의 기본 이념으로 남아있다. 알리야에 대한 지지가 항상 이민과 같은 것은 아니지만, 전 세계 유대인 인구의 대부분은 디아스포라 내에 거주하고 있다. 현대 시온주의 운동에 대한 지지는 보편적이지 않으며, 그 결과 일부 세속적인 유대인들뿐만 아니라 일부 종교적 유대인들은 시온주의를 지지하지 않는다. 비시온주의 유대인이 반드시 반시온주의자들은 아니지만 일부는 그렇다. 그러나 일반적으로 시온주의는 대다수의 유대인 종교단체로부터 지지를 받고 있으며, 정통파 일부와 마소르티파 대부분, 그리고 최근에는 개혁 유대교에서도 지지를 받고 있다.
많은 하시딤 랍비들은 유대인 국가 건설에 반대한다. 탈무드 테이텔바움의 케수보스 111a에 따르면 신과 유대인은 유대인들이 고대 이스라엘에서 추방될 때 3가지 선서를 주고받았으며, 이중에는 유대인들이 이스라엘 땅에 대규모로 이주하는 것을 금지하고, 세계 여러 나라에 반기를 드는 것을 금지한 것이 있다.

#### 세속적
제2차 세계 대전 이전까지 많은 유대인들은 시온주의를 환상적이고 비현실적인 운동으로 간주했다. 계몽시대 당시 유럽의 자유주의자들은 유대인들은 오직 그들의 민족 국가에 대한 그들의 특별한 충성을 맹세하고 지역, 민족 문화에 완전히 동화되기 때문에 완전한 평등을 누려야 한다고 주장했다. 대신 자유주의자들은 권리를 대가로 유대인들의 "재생"을 요구했다. 통합과 동화 원칙을 받아들인 자유주의 유대인들은 시온주의를 유럽 민족국가의 맥락에서 유대인의 시민권과 평등을 촉진하려는 노력에 대한 위협으로 보았다.

### 제2차 세계 대전 이후와 이스라엘 건국
반시온주의에 대한 태도는 전쟁 기간, 그리고 전후에 바뀌었다. 1942년 5월 홀로코스트가 폭로되기 이전, 빌트모어 회의는 팔레스타인이 유대인 연방으로 설립되어야 한다는 요구와 함께 전통적인 시온주의 정책인 "조국"으로부터의 근본적인 이탈을 선언하였다." 팔레스타인 내에 아랍-유대 연방 건립하는 것을 옹호하는 몇몇 저명한 시온주의자들은 정당인 시온주의에 대한 확고하고 분명한 공식 입장에 대해 반대하며 "Ichud" (통일)을 설립하였다. 빌트모어 회의에 대한 반대로 미국 유대교 평의회가 설립되었다.
홀로코스트에 대한 폭로 이후, 1948년 이전 시온주의를 비판하던 많은 이들이 그들의 입장을 바꾸었다. 이 중에는 유대교의 유산을 강조하면서도 사회주의자이자 평생 무신론자로 남은 영국 언론인 아이작 도이셔도 있었다. 제2차 세계 대전 이전에 도이처는 시온주의가 경제적으로 후퇴하고 프롤레타리아 사회주의의 대의에 해가 된다고 반대했지만, 홀로코스트의 여파로 그는 전쟁 이전의 자신의 견해를 후회하며, 유럽의 생존 유대인들에게 피난처를 제공하기 위한 "역사적인 필요성"으로 이스라엘을 설립할 것을 주장했다.
이와 관련된 포스트시온주의는 반시온주의와 동등하다고 비판을 받고 있다.

#### 종교적

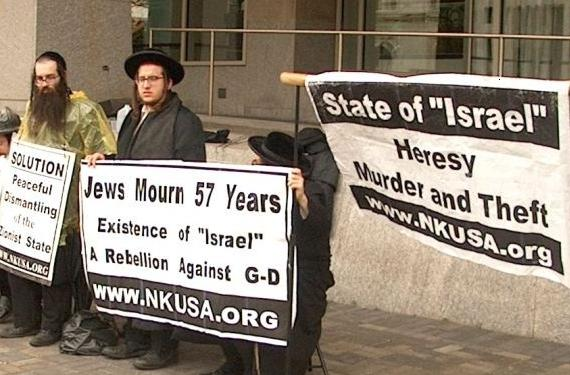
네투레이 카르타가 2005년 5월 워싱턴 DC에서 열린 AIPAC 회담에서 이스라엘의 해체를 요구하고 있다.

대부분의 정통파는 시온주의 이론을 채택하지 않았음에도 불구하고 이스라엘을 수용하고 활동적으로 지지해왔다. 폴란드에서 설립된 세계 아구다스 이스라엘은 한 때 이스라엘 연립 정부에 참여하기도 했다. 대부분의 종교적인 시온주의자들은 우익의 관점에서 친이스라엘의 관점을 고수하고 있다. 주요 예외로는 사트마르 하시딤과 같은 하시딤 집단이 있는데, 이들은 전세계적으로 약 10만 명의 지지자와 수많은 다른 소규모의 하시디즘 집단을 가지고 있으며, 아메리카주에서는 중앙 랍비 의회를 통해, 이스라엘에서는 에다 하차레디스를 통해 결집하였다.
조나단 주다켄에 따르면 "많은 유대교 전통들은 유대교와 유대교의 가장 소중한 것을 보존하는 것이 원칙적인 반시온주의 또는 포스트 시온주의를 요구한다"고 주장해왔다. 이 전통은 홀로코스트와 이스라엘의 설립의 여파로 줄어들었지만 여전히 네투레이 카르타와 같은 종교단체나 이스라엘 및 유대인 디아스포라에 배경을 둔 조지 스타이너, 토니 주트, 바루치 키멜링과 같은 많은 지식인들 사이에 남아 있다.

#### 세속적
노엄 촘스키는 시온주의자와 반시온주의자로 간주되는 견해의 경계에 대한 변화를 보고했다. 1947년, 젊은 시절, 이스라엘의 신정적 통치 시스템에 대한 반대와 사회주의 1국가 해결안에 대한 촘스키의 지지는 그 당시에는 세속적 시온주의의 주류와 맞았다. 1987년, 그의 주장은 그를 반시온주의 진영에 확실히 안착하게 했다.
수필 <진보적 유대인 사상과 새로운 반유대주의>에서 많은 논의를 한 앨빈 허치 로젠필드는 "많은 유대인들이 그들의 말과 글을 통해 이스라엘이 존재해야 하는지에 대해 의문을 제기함으로써 치명적인 반유대주의를 조장하고 있다"고 주장한다. 로젠펠트의 일반적인 주장은 다음과 같다.
1. "탈합법화와 궁극적으로 이스라엘을 근절하는 것이 유대 국가의 적들이 더 격앙된 목소리로 말하는 목표일 때, 유대인들 스스로가 비난의 대상이 되는 것을 보는 것은 더더욱 실망스럽다. 유대교의 이름으로 그렇게 하는 사람들도 있다는 것 자체가 그들의 공격 본질을 더욱 기괴하게 만든다."
2. "규범적인 담론이 되고 있는 것에 대한 그들의 기여는 독이 된다. 그들은 유대 국가에 대한 [반유대주의] 견해를 존중할 수 있도록 돕고 있다. 예를 들어, 인종 청소와 집단 학살에 관여하는 남아프리카의 아파르트헤이트에 버금가는 나치 같은 국가다. 이 혐의들은 사실이 아니며 이스라엘을 불법화하는 효과를 가져올 수 있다."

몇몇 유대인 단체들은 그들의 반제국주의의 일부로써 시온주의에 반대한다. 오늘날 몇몇 유대인들, 특히 사회주의자들이나 마르크스주의자들은 반제국주의 및 인권상의 이유로 계속 이스라엘을 반대한다. 많은 사람들은 그것을 자본주의 사회의 산물이라고 주장하는 민족주의의 한 형태로 반대한다. 오늘날 세속적인 반시온주의 단체 중 하나로 국제 유대 반시온주의 네트워크가 있는데, "팔레스타인 난민에 대한 이스라엘의 인종격리 정책을 폐지하고 역사적인 팔레스타인에 대한 이스라엘의 식민지화를 중단하라"고 주장하는 사회주의, 반전, 반제국주의 단체이다.

## 유대인 공동체 외부

### 팔레스타인인

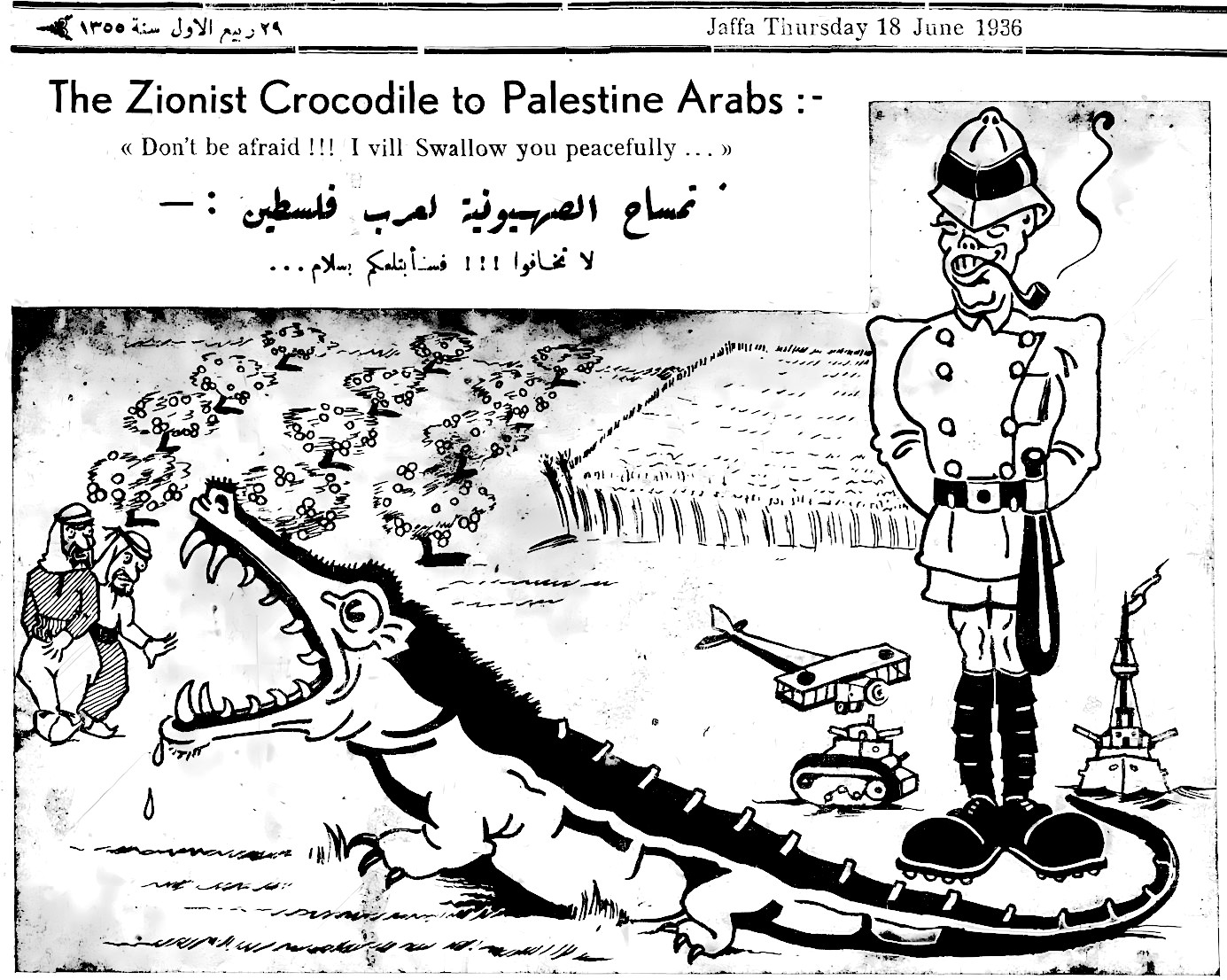
팔레스타인계 아랍인 기독교도가 운영하는 팔라스틴 신문의 1936년 6월 18일 캐리커쳐. 시온주의를 "don't be afraid!!! I will swallow you peacefully..."라고 말하는 영국 장교의 보호를 받은 악어로 묘사하고 있다.

앤 드 종은 역사적인 팔레스타인 주민들의 직접적인 저항은 "종교적인 논쟁에 덜 초점을 맞추고 대신 식민지 탈취의 경험에 대항하고 원주민의 민족 분열을 위한 시온주의 집행을 반대하는 데 집중되었다"고 주장한다.
팔레스타인계 기독교도가 운영하는 팔라스틴이 1911년 아랍계가 다수를 차지했던 야파에서 설립되었다. 이 신문은 팔레스타인 역사상 가장 영향력 있는 출판물 중 하나이자 팔레스타인에서 시온주의에 가장 강력하고 지속적으로 맞선 비평으로 알려져 있다. 이 신문은 팔레스타인의 정체성과 팔레스타인 민족주의를 형성하는데 기여했으며 시온주의자들의 불평으로 오스만 제국과 영국 정부에 의해 여러 차례 폐간되었다.

### 영국 식민지 장교들
영국 반시온주의자 존 호프 심슨은 아랍인들이 "그렇게 강력한 운동에 대해 경제적으로 무력하다"며 보호가 필요하다고 믿었다. 찰스 앤더슨은 호프 심슨이 '가장 고상한 정서는 공공 회의와 시온주의 선전에 표명되면서도 유대인 국민 기금과 그 밖의 단체들은 아랍인들과의 협력이나 상호 이익에 대한 비전을 지지하거나 구체화하지 않았다"는 것을 관찰하면서, "시온주의 수사학과 실천 사이의 간극을 경계했다"고 썼다."

### 아랍 세계

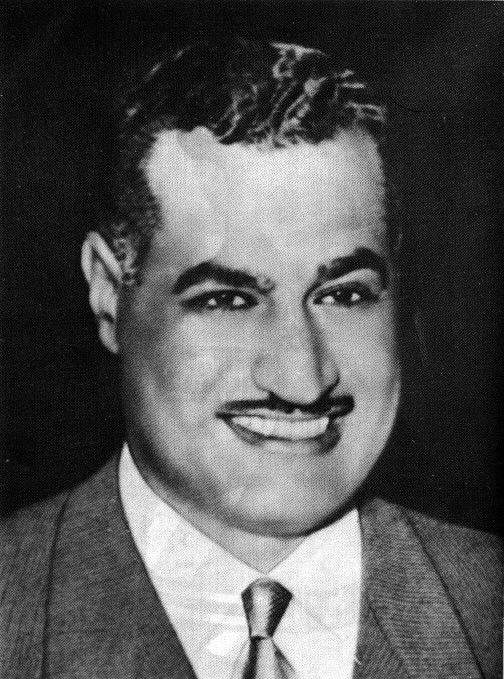
이집트 대통령이자 범아랍주의자였던 가말 압델 나세르.

아랍 세계 안에서의 반시온주의는 19세기 말 등장했는데, 1897년 제1차 시온주의자 평의회가 바젤에서 열린 직후였다. 그러나, 1908년 청년 튀르크당의 혁명이 일어난 후에야 팔레스타인과 대시리아에서 시온주의에 대한 반대가 널리 퍼졌다. 1960년대 가말 압델 나세르가 주도한 범아랍주의자들은 팔레스타인에 대해 다른 사람들이 지배하는 아랍 세계의 일부라고 강조했다. 이러한 관점에서 시온주의에 대항하는 자연스러운 수단은 아랍 국가들이 연합하여 이스라엘을 군사적으로 공격하는 것이다.
대부분의 아랍계 이스라엘 국민들은 강한 반시온주의 정서를 가지고 있지 않다. 2007년 이스라엘 민주 기관에서 507명의 아랍계 이스라엘인들을 대상으로 한 설문에서 775%는 소수민족에게 평등한 권리를 보장하는 유대와 민주주의 국가로서의 이스라엘의 지위에 대한 지지를 표명한다. 이스라엘 아랍인들의 헌법 지지는 일반적으로 88%였다.

### 무슬림

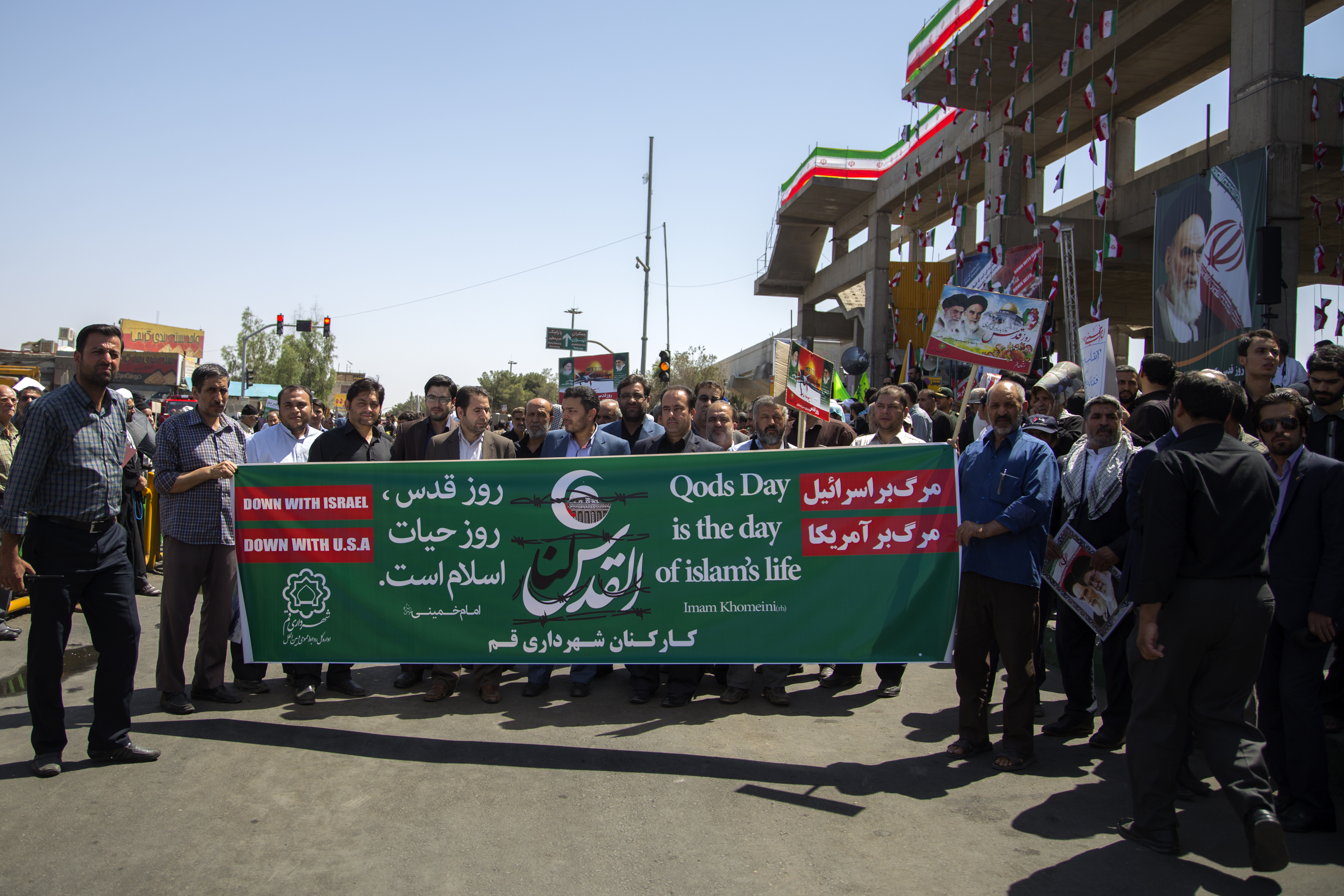
이란 곰에서 쿠드스 날에 열린 시위.

반시온주의 이슬람교도들은 이스라엘을 많은 이슬람교도들이 생각하는 다르 알-이슬람의 영토에 대한 침입으로 간주하고 있으며, 이 영토는 역사적으로 이슬람의 이름으로 정복되었기 때문에 이슬람교도들에 의해서만 정당하고 영구히 지배되고 있다고 믿고 있다.
팔레스타인과 다른 무슬림 집단, 그리고 이란 혁명 이후의 이란 정부는 이스라엘이 적법하지 않으며, "이스라엘"이라고 부르는 대신 시온주의 독립체라고 부른다. (이란-이스라엘 관계 참고). 이슬람의 중동 지도에는 이스라엘이 자주 나타나지 않는다. 2006년 12월 타임지와의 인터뷰에서 마흐무드 아흐마디네자드는 "모두들 시온주의자 정권이 미국과 영국의 손에 있는 도구라는 것을 압니다"라고 말했다. 이 미사여구는 수십 년 동안 이슬람 세계의 특징이었다.
예루살렘 대무프티 무함마드 아흐마드 후세인은 이스라엘 건국 이전부터 팔레스타인으로 유대인들이 이주하는 것을 반대했으며, 몇몇 기록된 사건들에서는 전반적으로 유대인들, 특히 시온주의자들에게 그의 적대감을 드러냈다. 반명예훼손연맹이 "미국의 대표적인 반유대주의자"로 지목한 네이션 오브 이슬람의 지도자 루이스 패러칸 역시 전반적으로 유대인들, 특히 시온주의자들에게 그의 적대감을 오랫동안 드러낸 것으로 알려져 있다.

### 기독교

#### 세계 교회 협의회의 입장
세계 교회 협의회는 이스라엘의 정책에 대한 비판과 관련하여 반시온주의적 입장을 취하는 것으로 묘사되어 왔다. 협의회는 다른 인권 문제와 비교하여 이스라엘을 비판하는 활동과 출판물에 불균형적으로 초점을 맞추고 있다고 주장되고 있다. 암논 루빈스타인 전 이스라엘 법무장관은 협의회 회원들을 "그저 이스라엘을 증오한다"고 말하며 반시온주의자로 특징지어 왔다. 세계 교회 협의회는 세계의 관심을 딴 곳으로 돌리게 하는 것을 피하기 위해 사다트와 무바라크 치하에서 그들의 곤경을 높이려는 이집트 콥트인들의 호소를 무시했을 정도로 반시온주의를 우선시한다는 혐의를 받고 있다.

#### 미국장로교
"시온주의의 정치적 이데올로기를 탐구할 수 있는 귀중한 기회"라고 추천받던 "해결되지 않은 시온주의"는 해당 출판물이 반시온주의임이 밝혀지자 비판을 받게 되었고, 한 비평가는 "이스라엘-팔레스타인 갈등이 '시온주의에 내재된 병리'에 의해 촉진되고 있다"고 주장하면서 미국장로교는 웹사이트에서 해당 출판물의 판매를 중단했다. 2016년 2월, 총회는 사회 증인 정책 자문 위원회(ACSWP)로부터 두 가지 국가 해결책을 보류하고 보이콧, 투자철회 및 제재 운동을 지지하라는 로비를 받았다. 중동 평화를 위한 장로교 신자들은 이 제안을 "일방적인 제로섬 해결책"이라고 묘사했다.
| “ | 정치적 시온주의와 기독교 시온주의는 기독교 신앙의 저주입니다.... 오늘날 이스라엘의 진짜 모습은 유대인도 이스라엘인도 아닌 메시아의 신봉자들이다. 그들이 이방인일지라도… 존 스토트 | ” |

#### 로잔 세계복음화위원회
2015년 1월, 로잔 세계복음화위원회는 공식 저널에 기독교 시온주의와 십자군 원정, 스페인 종교재판소를 비교한 기사를 실었고, 시온주의를 "스테로이드에 대한 인종 차별"이라고 묘사했다. 지몬 비젠탈 센터는 이 마지막 주장을 "거짓 선동"이라고 표현했으며, "이스라엘이 유대 국가로 존재할 수 있는 권리의 타당성을 무시한다"고 반박했다.

#### 스코틀랜드 교회
로버트 머레이 맥체인과 호레이셔스 보나르 및 앤드류 보나르 형제와 같이 기독교 시온주의를 역사적으로 강력하게 지지해왔음에도 불구하고, 2013년 4월 스코틀랜드 교회는 <아브라함의 유산: 약속된 땅에 대한 보고>라는 출판물을 발행했고, 성경의 분석과 유대인의 신학적 주장을 통해 성지에 대한 유대인의 특별한 권리의 개념을 거부하였다.  보고서는 또한 "유대인들 사이에서 홀로코스트의 고통에 대한 보상으로서 이스라엘 땅에 대한 권리가 있다는 믿음을 부정하고, "그것을 땅에 대한 현대의 갈등을 해결하기 위한 지형적 지침으로 사용하는 것은 성경의 오용"이라고 주장했다. 이 보고서는 스코틀랜드의 유대인 지도자들에 의해 "편견되고, 출처에 약하며, 모순되며, 유대교와 이스라엘에 대한 그림 대부분은 거의 캐리커쳐에 불과하다"는 비판을 받았다. 그 후, 스코틀랜드 교회는 "이스라엘이 존재할 권리에 대한 오랜 입장은 변하지 않았다"는 성명을 발표했다. 또한 교회는 보고서도 개정하였다

#### 영국 감리교회
영국 감리교회의 창설자였던 찰스 웨슬리와 존 웨슬리는 만민 구제주의의 입장을 따랐다. 2010년 7월 '팔레스타인과 이스라엘을 위한 정의'라는 제목의 보고서를 제출한 데 이어 영국 감리교 회의는 '시온주의가 감리교 신앙과 양립할 수 있는가'에 의문을 제기했다. 기독교 시온주의는 이스라엘이 "어떤 정책이 시행되든 비판 위에 있어야 한다"고 믿는 것으로 특징지어졌으며, 회의는 "불법 정착촌으로부터 착취되는" 이스라엘 상품에 대한 보이콧을 요구했다. 영국의 랍비 수석은 이 보고서를 "불균형하고, 사실적이지 않으며, 역사적으로 결함이 있다"며 "오늘날 세계에서 가장 복잡한 분쟁 중 하나에 대한 진정한 이해를 제공하지 않는다. 두 지역의 많은 사람들이 크게 동요할 것이다"라고 말했다.

### 제3의 위치, 파시즘, 우익

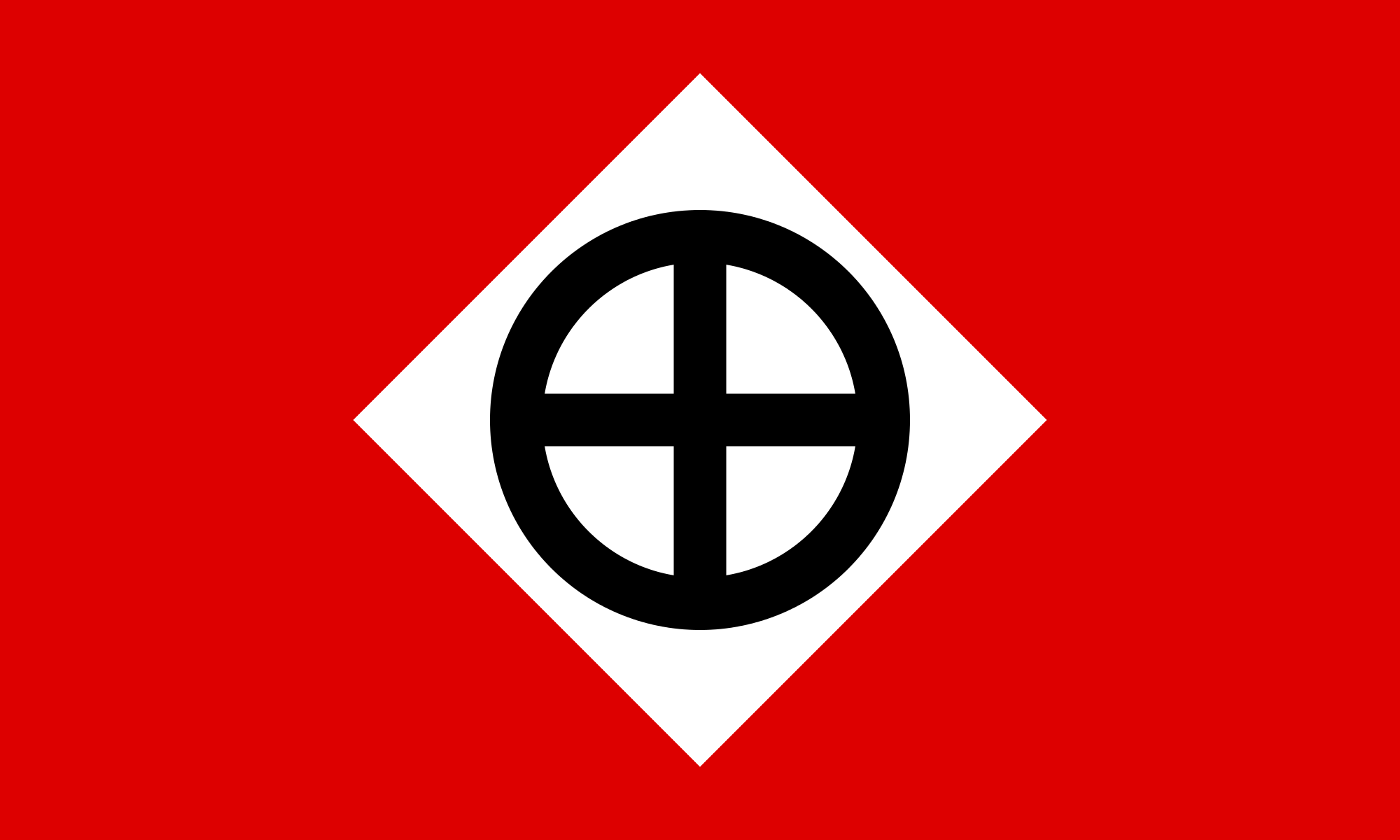
쿠 클럭스 클랜 기사단의 정치지부인 기사당의 깃발.

반시온주의는 제3의 위치, 우익, 파시즘 (또는 신파시즘)의 정치적 관점과 연계된 다양한 사람들과 단체들의 지지를 받아온 오랜 역사를 가지고 있다. 데이비드 듀크와 쿠 클럭스 클랜와 같은 많은 군사적으로 인종차별적인 단체들과 그들의 지도자들은 반시온주의자이며, 아리안주의 / 백인우월주의 단체들 역시 반시온주의를 표방한다. 이런 경우에 반시온주의는 일반적으로 뿌리깊은 반유대주의이기도 하며, 종종 후술할 음모론과도 연관되어 있다.

### 소련
스탈린 통치 말기에 1948년 이스라엘의 건국을 위한 소련의 공식적인 지지는 강력한 반시온주의로 대체되었다.  케넌 기관의 연구원 이자벨라 타바롭스키에 따르면: 
 소련은 그들의 이데올로기가 반유대주의가 아닌 반시온주의라고 했다.  ... 소련의 이데올로기는 <시온 장로 의정서>와 고전 종교 반유대주의의 생각들, 그리고 심지어 <나의 투쟁>에서 얻은 영감에 의존한 것이었지만 세계적인 반소비에트 시온주의 음모의 아이디어를 특별히 유대인 것으로 대체함으로써 이것들을 마르크수주의의 일원으로 채택했다. 유대인들의 힘은 시온주의자들의 힘이 되었다. 돈, 정치인, 그리고 언론인을 통제하는 부유하고 남을 음해하는 유대인 은행가들이 부유하고 남을 음해하는 시온주의자들이 되었다. 반기독교도적인 유대인들은 반소비에트적인 유대인들이 되었다. 유대인들을 악마로 묘사하는 대신, 소련은 시온주의자들을 나치로 묘사했다.
소비에트 대백과사전 제3판(1969–1978)에서, 냉전 기간 동안 소련 공산당의 입장은 다음과 같다. "현대 시온주의의 주요 입장은 전투적 쇼비니즘, 인종주의, 반공주의와 반소비에트주의이며, 자유 운동과 소련에 대항하는 노골적이고 은밀한 투쟁이다."

### 국제단체
반시온주의 감정은 1970년대 초 시온주의를 비난하고 시온주의를 인종주의와 아파르트헤이트와 동등하게 간주하는 결의안을 채택한 아프리카 통일 기구나 비동맹 운동과 같은 국제단체에서도 나타났었다. 아는 1975년 11월 "시온주의는 인종 차별의 일종이다"라고 선언한 유엔 총회 결의안 3379호를 통해 더욱 축적되었다. 이 결의안은 1991년 12월 16일 유엔 총회에서 13명의 기권 및 17명의 대표단이 불참한 가운데, 111대 25의 투표로 3379호 결의안을 철회했다. 19개의 아랍국 중 이스라엘과 협상 중이던 국가들을 포함한 13개국이 철회에 반대했고, 다른 6개국은 불참했다. 아랍 국가들 중 어떤 국가도 폐지에 찬성하지 않았다. 팔레스타인 해방 기구는 투표를 맹렬히 비판했다. 결의안 3379를 지지했던 모든 옛 공산주의 국가들과 대부분의 아프리카 국가들은 결의안 폐지에 투표했다.

### 아프리카계 미국인
이스라엘이 1967년 6일 전쟁 이후 팔레스타인 영토를 점령하면서, 몇몇 아프리카계 미국인들은 팔레스타인들을 지지하고 이스라엘의 행동을 비판했다. 예를 들어 그들은 공공연하게 팔레스타인 지도자 야시르 아라파트를 지지하고, 유대인 국가의 파괴를 촉구했다. 전쟁 이후 블랙 파워 단체인 학생 비폭력 조정 위원회는 이스라엘을 비판하고 전쟁이 팔레스타인 땅을 되찾고자 하는 노력이며, 1948년 전쟁 동안 "시온주의자들이 아랍인들의 집과 땅을 테러, 군, 학살로 정복했다"고 확신하는 회보를 출판했다.
1993년 철학자 코넬 웨스트는 "유대인들은 이스라엘에서 팔레스타인인들의 상징적인 곤경과 문자 그대로의 곤경이 흑인들에게 어떤 의미인지 이해하지 못할 것이다. 흑인들은 종종 이스라엘 국가에 대한 유대인의 방어를 적나라한 집단의 이익의 두 번째 예이고, 또한 실질적인 도덕적 숙고의 포기로 인식한다."라고 썼다. 팔레스타인에 대한 아프리카계 미국인 지원은 종종 팔레스타인을 유색인종으로서 고려하기 때문이다. 정치과학자 앤드루 해커는 "중동에서 이스라엘의 존재는 유색인종의 정당한 지위를 좌절시키는 것으로 인식된다. 일부 흑인들은 이스라엘을 외부로부터 지원받고 팔레스타인의 원래 거주민들에게 합당하게 속했던 공간을 차지한, 본질적으로 백인과 유럽 세력으로 바라본다"고 적었다.

## 반유대주의와의 연관성

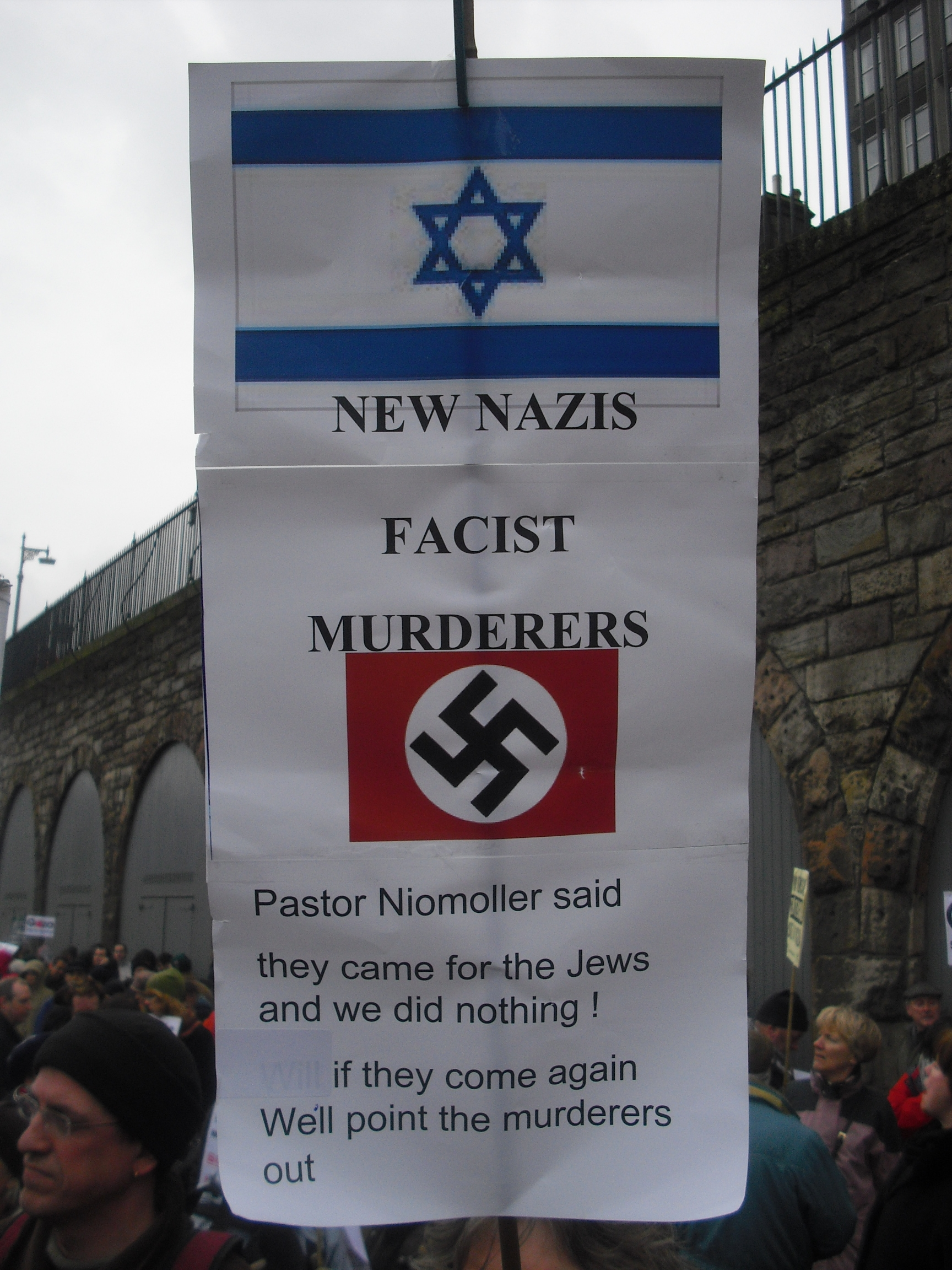
2009년 1월 10일 스코틀랜드 에든버러에서 열린 시위대의 피켓.

21세기 초부터 신반유대주의가 반유대주의에 뿌리를 두고 등장하기 시작했다는 주장이 제기되었다. 이러한 개념에 대한 비평가들은 반시온주의를 반유대주의로 특징화하는 것은 부정확하며 이스라엘의 정책과 행동에 대한 적법한 비판을 무마하고, 반유대주의를 하찮아 보이게 만들려고 한다고 주장한다.

### 둘 사이의 연관성이 있다고 믿는 관점
프랑스 대통령 에마뉘엘 마크롱은 반시온주의를 "반유대주의의 재창조"라고 불렀다. 프랑스 총리 마뉘엘 발스 역시 비슷한 관점을 드러냈다.
미국 민권위원회의 구 수장이었던 케네스 마르커스는 적어도 북미에서 반시온주의와 반유대주의 사이의 관계에 대한 네 가지 주요 관점을 제시한다.(p. 845–846) 마르쿠스는 또한 다음과 같이 말한다. "아니나 다를까 최근 유럽 10개국의 시민을 대상으로 한 설문조사에 따르면 반이스라엘적 견해와 반유대적 견해 사이에 밀접한 상관관계가 있는 것으로 나타났다."
예루살렘 히브리 대학교의 비달 사순 국제 반유대주의 연구 센터장 로버트 S. 위스트리히는 마르쿠스의 제2차 반시온주의 견해(반시온주의와 반유대주의가 1948년 이후 병합됨)는 시온주의와 유대인을 아돌프 히틀러와 나치 독일과 비교하는 현대의 반시온주의가 반유대주의의 한 형태가 되었다고 주장한다.
텔아비브 대학교의 디나 포라트는 반시온주의는 차별적이기 때문에 반유대주의적이라고 주장한다.
영국의 사회학자 데이비드 허쉬는 실증주의를 통해 반시온주의를 연구한 <현대좌파 반유대주의>라는 책을 썼다. 철학적으로는 일련의 이론적인 상황에서 반유대주의자가 되지 않고도 반유대주의자가 될 수 있다는 것을 개인적으로 발견할 수 있지만, 허쉬의 저서에 따르면, "반유대주의는 [조직에서] 발판을 마련하여 대중적이고 정상적이며 합법적일 때 반유대주의를 가져온다."
반명예훼손연맹의 조너선 그린블랏은 "더 뉴요커"의 아이작 초타이너에게 "반시온주의 진영에 있는 많은 사람들은 팔레스타인을 원하거나 다른 민족을 원하지만, 그들은 유대인들에게 부정할 것입니다. 여러분이 민족주의를 개념으로 믿지 않는 한, 그리고 프랑스에서 우크라이나에 이르는 어떤 국가적 프로젝트의 정당성을 부정하는 것을 지지하지 않는 한, 만약 여러분이 시온주의가 잘못된 유일한 형태의 민족주의라는 생각을 가지고 있다면, 그것은 유대인들을 차별하는 것입니다. 그게 바로 반유대주의입니다."라고 말했다. 반명예훼손연맹에 따르면, "반시온주의는 편견이다... 그것은 반유대주의에 의해 동기 부여되거나 결과가 될 수도 있고, 반유대주의가 더 수용 가능한 환경을 조성할 수도 있다." 미국 유대인 위원회도 비슷한 관점을 드러냈다. "유대인들은 세계인 가운데 홀로 자결권을 갖고 있지 않다거나 이스라엘 땅에서 유대인과 유대인의 역사"라는 유대인들의 이스라엘에 대한 종교적, 역사적 연결고리는 무효라는 관념은 내재적인 편견이다.
뉴욕 타임즈의 칼럼니스트 브렛 스티븐스는 "어떻게 가장 노골적인 반유대주의 표현조차도 편협함에 맞서는 것이 그들의 일의 일부라고 생각하는 편집자들에게 거의 감지되지 않게 되었는가?"라고 수사적으로 물었다. 그의 대답은 좌파의 반시온주의가 너무 뿌리 깊게 박혀 있어서 '사람들은 그것의 내재된 편협함에 둔감해졌다'는 것이었다.

### 둘 사이의 연관이 없다고 믿는 주장
사회학자 스티븐 M. 코헌은 반유대주의와 반시온주의 사이의 상관관계를 거의 발견하지 못했지만, 토드 기틀린은 반유대주의와 우익 시온주의가 어렵지 않게 공존할 수 있다고 밝혔다. 노엄 촘스키외 스티븐 살라이타와 같은 비평가들은 이스라엘 정책에 대한 비판을 잠재우기 위한 전술로서 반시온주의와 반유대주의의 동일시에 반발한다.

## 반시온주의 음모론
반유대주의 유언비어 중 하나였던 <시온 장로 의정서>는 몇몇이 사용을 중단시키려고 했음에도 불구하고 아랍 반시온주의자들 사이에서 사용되었다.: 186: 357 반유대주의 소식통들은 시온 장로 의정서가 제1차 시온주의자 평의회에서 낭독되었다고 주장했다. 닐 J. 크레셀은 수년 동안 반유대주의와 반시온주의의 경계가 모호했다고 주장한다.: 102
홀로코스트와 관련된 많은 음모들이 진행되어 왔다. 1950년대에 소련에 의해 발전된 한 학설은 나치와 시온주의자들이 유럽의 유대인들을 박멸하는 데 공동의 이해관계를 가졌거나 심지어 협력했으며, 박해로 인해 당시 영국이 위임통치하던 팔레스타인으로 도주할 수밖에 없었다고 주장한다.: 237 시온주의 운동이 홀로코스트의 영향을 부풀리거나 조작했다는 주장도 나왔다.: 21–22 팔레스타인의 대통령 마흐무드 압바스의 1983년 저서 <다른 면: '나치와 시온주의의 비밀 관계'는 1982년 예브게니 프리마코프를 논문 고문으로 삼아 모스크바 동양학연구소에서 집필한 그의 논문을 바탕으로 했다.
| “ | 그러나 시온주의 운동의 관심은 이 [홀로코스트 사망자의] 수치를 부풀려 그들의 이득을 더 크게 만드는 것으로 보인다. 이것은 그들이 시온주의와 국제 여론의 결속을 얻기 위해 이 수치를 강조하도록 이끌었다. 많은 학자들이 6백만 명의 숫자를 놓고 논쟁을 벌였고 놀라운 결론에 도달했다 - 유대인 희생자의 수를 겨우 수십만 명으로 고정시켰다. | ” |

1968년 동독의 공산주의 신문인 노이 도이칠란트(Neues Deutschland)는 바르샤바 조약군의 체코슬로바키아 침공을 "프라하에서는 시온주의자들이 집권하고 있다"라는 기사 제목으로 정당화했다. 1995년 윌리엄 코레이는 <러시아 반유대주의, 파미야트, 그리고 시온주의의 악마학>이라는 제목의 작품을 발표했다. 1967년부터 1986년까지 소련이 반시온주의를 가장한 "공식적인 유대 혐오 선전 캠페인"을 추진했다는 것이 코레이의 핵심 주장인데, 이 프로그램이 미하일 고르바초프에 의해 폐쇄된 후, 파미야트라는 포퓰리즘과 쇼비니즘 단체가 글라스노스트에서 공공연하게 반유대주의적 메시지를 홍보하기 위해 등장했다. 코레이는 또한 공식적인 소련 말기의 반유대주의가 시온 장로 의정서의 영향으로 거슬러 올라갈 수 있을 지도 모른다고 주장한다. 그는 예를 들어 1977년 소련의 <국제 시온주의:역사와 정치>라는 제목의 작품이 대부분의 주요 월스트리트의 금융 기관들은 세계의 많은 나라들에 대한 통제권을 행사하는 "금융계-산업계를 유대인이 독점하고 있다"는 내용을 담았다고 언급했다. '러시아 반유대주의'는 로버트 O. 프리먼이 <슬라브인 논평>에서 검토했는데, 프리드먼은 이 책의 중심 논문에 동의하지만, 그럼에도 불구하고 소련의 반유대주의의 실제 정도는 코레이가 제시하는 것보다 적었을 수도 있다고 쓰고 있다.
수단 정부는 다르푸르 전쟁이 더 큰 시온주의 음모론의 일부라고 말해 논란을 빚었다. 이집트의 언론들은 시온주의 운동이 이집트에서 의도적으로 에이즈 바이러스를 확산시킨다고 주장했다.
1988년 하마스 헌장 제22조는 프랑스 혁명, 러시아 혁명, 그리고 두 차례의 세계 대전 모두 시온주의자들이나 시온주의자들 지지 세력들에 의해 만들어졌다고 주장한다. 하마스 헌장 제32조는 시온주의 운동이 이집트의 나일강에서 이라크의 유프라테스강까지 뻗은 제국을 만들려고 한다고 주장한다.

## 같이 보기
- 신반유대주의
- 이스라엘의 아파르트헤이트 정책
- 히트볼루트